# Diamonds (canción de Sam Smith)
«Diamonds» es una canción del cantante británico Sam Smith. Se lanzó como el segundo sencillo de su tercer álbum de estudio Love Goes el 18 de septiembre de 2020 a través de Capitol Records. La canción fue escrita por Smith, Shellback y Oscar Görres, y producida por Shellback y Görres.

## Antecedentes y composición
Junto con el lanzamiento de la canción, Smith recurrió a las redes sociales para anunciar la nueva fecha de lanzamiento de su tercer álbum de estudio, así como la nueva portada, la lista de canciones y la portada. «Diamonds» es una producción electro-pop de tempo rápido con un ritmo fuerte, en tono menor, y marca un nuevo punto de partida en el estilo de Sam.

## Recepción crítica
Samantha Hissong de la revista Rolling Stone comentó que Smith «canta sobre un amor mentiroso que se preocupaba más por la fama y los bienes materiales de la estrella que por su corazón». Agrega que la canción es un «himno de pista de baile». La revista Billboard describió la canción como una «pista desgarradora, con un ritmo deliciosamente sintetizado».

## Posicionamiento en listas
| Listas (2020)                      | Mejor posición |
| ---------------------------------- | -------------- |
| Alemania (Official German Charts)  | 83             |
| Bélgica (Ultratop) Flanders        | 26             |
| Escocia (Official Charts Company)  | 12             |
| Estados Unidos (Adult Top 40)      | 27             |
| Estados Unidos (Mainstream Top 40) | 34             |
| Irlanda (IRMA)                     | 19             |
| Nueva Zelanda (RMNZ)               | 2              |
| Países Bajos (Dutch Top 40)        | 20             |
| Países Bajos (Single Top 100)      | 10             |
| Reino Unido (UK Singles Chart)     | 22             |